# Khamissa
Khamissa (Thubursicum Numidarum) was een Romeinse stad in Algerije, gesticht door Trajanus rond 100 na Chr.

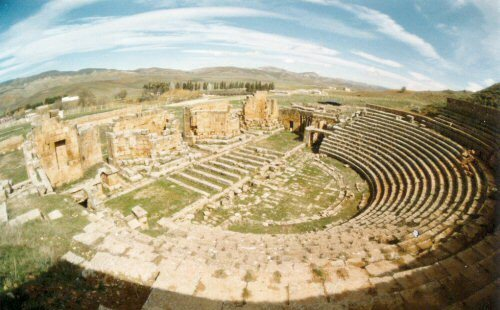
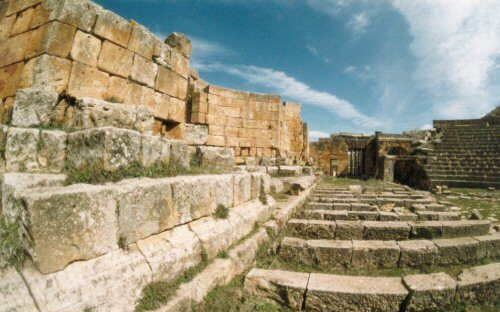
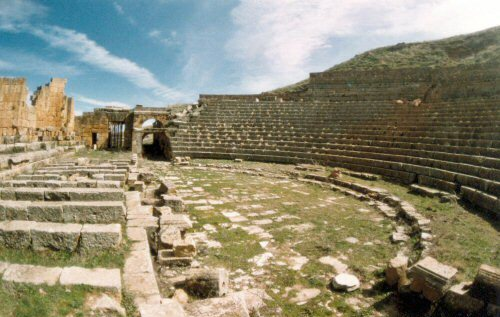